# Gamma Cassiopeiae
Gamma Cassiopeiae (γ Cas / γ Cassiopeiae) è una stella variabile eruttiva, di magnitudine apparente che varia tra +1,6 e +3,00, situata nella costellazione di Cassiopea.
In cinese la stella è anche chiamata con il nome Tsih che significa frusta. Tra le stelle che non hanno un nome comune arabo o latino, Gamma Cassiopeiae è tra le più luminose del cielo. Questo astro è collocato al centro del familiare asterismo a "W" nella costellazione di Cassiopea.
Dista dalla Terra circa 550 anni luce.

## Osservazione
γ Cassiopeiae è una stella dell'emisfero celeste boreale, ed è facilmente individuabile perché costituisce il vertice centrale della W di Cassiopea. La sua declinazione è pari +60° 43′, di conseguenza la stella diventa circumpolare più a nord della latitudine 31°N, mentre rimane invisibile più a sud del parallelo 31°S, vale a dire dall'Uruguay, per buona parte di Cile e Argentina, dalla Nuova Zelanda, dalle regioni meridionali di Australia e Sudafrica e dal continente antartico. Essendo di magnitudine media 2,5 può essere scorta anche dai piccoli e medi centri urbani moderatamente affetti da inquinamento luminoso.
Il periodo migliore per la sua osservazione, dove nell'emisfero nord si presenta alta nel cielo nelle prime ore serali, è durante l'autunno boreale, mentre nell'emisfero australe la sua visibilità è limitata ai mesi primaverili, da settembre a dicembre.

## Caratteristiche
Gamma Cassiopeiae è una variabile eruttiva, la sua luminosità cambia irregolarmente tra le magnitudini +2,15 e 3,40, ed è il prototipo delle stelle variabili Gamma Cassiopeiae.
La magnitudine media di questa stella è stata di +2,2 nel 1937, +3,4 nel 1940, +2,9 nel 1949, +2,7 nel 1965 e attualmente è +2,15. Negli anni dal 1935 al 1940 la sua luminosità è variata dalla magnitudine 1,6 alla 3,0, con il massimo avvenuto nell'aprile del 1937.
Alla massima luminosità γ Cassiopeiae è la stella più luminosa della costellazione, superando in brillantezza sia α Cassiopeiae (m.+2,25) che β Cassiopeiae (+2,3).
La stella ruota molto velocemente su se stessa, a circa 300 km/s all'equatore e disperde dalla sua superficie grandi quantità di materia che va a formare un disco di materia attorno alla stella.
La stella è di tipo spettrale B0.5IVpe; la "e" indica la presenza nello spettro di linee di emissione, il che permette di catalogare γ Cas tra le stelle Be. La classe di luminosità IV identifica le stelle che stanno finendo, o hanno già esaurito, l'idrogeno nel loro nucleo, e si apprestano a diventare stelle giganti, uscendo definitivamente dalla sequenza principale per trasformarsi in giganti. Ha una massa 19 volte quella del Sole, e irradia un'energia 55.000 volte superiore a quella del Sole. Con una massa e luminosità tale, la stella ha bruciato in tempi relativamente rapidi il suo combustibile interno, e la sua vita come stella B di sequenza principale è durato appena 8 milioni di anni. La temperatura superficiale attorno ai 30.000 K le conferisce il suo caratteristico colore bianco-azzurro.

### Emissione a raggi X
Gamma Cassiopeiae è anche il prototipo di un piccolo gruppo di stelle che emettono raggi X in quantità 10 volte superiore alle altre stelle di classe B o stelle Be. L'emissione a raggi X di Gamma Cassiopeaiae pare essere termica, emessa da plasma a temperature superiori ai 10 milioni di kelvin, mostrando cicli a breve e lungo termine. Non ci sono certezze su cosa in effetti causa l'emissione di raggi X; potrebbero essere causati dalla materia proveniente dalla stella, dal vento stellare o da un disco circumstellare. Tuttavia c'è qualche difficoltà a spiegare ognuna di queste ipotesi. Potrebbe essere causato dal disco di accrescimento di una nana bianca, oppure da una stella di neutroni, anche se l'emissione a raggi X causata da una stella degenere di questo tipo non è un'emissione termica, come pare invece essere quella di Gamma Cassiopeiae, mentre non è chiaro come sufficiente materia possa provenire dalla nana bianca considerata la sua distanza (dedotta dal periodo orbitale) per generare una tale emissione di raggi X.
Una più recente interpretazione suggerisce che l'emissione possa essere causata da una complessa interazione tra il campo magnetico della stella e il suo disco di gas che la circonda.

### Compagne
Gamma Cassiopeiae è una binaria spettroscopica, con una stella che le ruota attorno in un periodo di 204 giorni, ad una distanza di circa 70 UA. La massa della compagna sembrerebbe paragonabile a quella del Sole, anche se non è ancora stato possibile stabilire se si tratta di una stella di sequenza principale o di una stella degenere..
La stella è anche una doppia ottica, con una compagna di magnitudine 11 separata visualmente di 2 secondi d'arco.
Un'altra stella variabile appartenente alla classe delle Gamma Cassiopeiae è Zeta Tauri.